# Meracanthomyia rufithorax
Meracanthomyia rufithorax är en tvåvingeart som beskrevs av Hardy 1973. Meracanthomyia rufithorax ingår i släktet Meracanthomyia och familjen borrflugor.
Artens utbredningsområde är Myanmar. Inga underarter finns listade i Catalogue of Life.